# Zygmunt Olbryt
Zygmunt Jan Olbryt (ur. 4 grudnia 1952 w Błackowie) – polski polityk, poseł na Sejm PRL IX kadencji.

## Życiorys
W 1977 uzyskał tytuł zawodowy magistra inżyniera hutnictwa na Wydziale Technologii i Mechanizacji Odlewnictwa Akademii Górniczo-Hutniczej w Krakowie. Pracował jako specjalista technolog, a potem jako mistrz zmianowy pieców elektrycznych w Hucie Małapanew. Był członkiem Związku Młodzieży Wiejskiej, Związku Młodzieży Socjalistycznej, Związku Socjalistycznej Młodzieży Polskiej, Zrzeszenia Studentów Polskich i Polskiej Zjednoczonej Partii Robotniczej (w której zasiadał w egzekutywie Komitetu Zakładowego i w Komitecie Miejsko-Gminnym). Był radnym i członkiem prezydium Miejskiej Rady Narodowej w Ozimku. W latach 1985–1989 pełnił mandat posła na Sejm PRL IX kadencji, zasiadając w Komisji Przemysłu, Komisji Nadzwyczajnej do rozpatrzenia projektów ustaw związanych z realizacją drugiego etapu reformy gospodarczej oraz w Komisji Nadzwyczajnej do kontroli wdrażania programu realizacyjnego drugiego etapu reformy gospodarczej. Działacz związków zawodowych.
W wyborach samorządowych w 2002 uzyskał mandat radnego powiatu opolskiego z listy Sojuszu Lewicy Demokratycznej – Unii Pracy. Był członkiem zarządu powiatu. W wyborach samorządowych w 2006 bez powodzenia ubiegał się o reelekcję z ramienia Lewicy i Demokratów. W wyborach w 2010 z listy Sojuszu Lewicy Demokratycznej uzyskał mandat radnego gminy Ozimek. W wyborach w 2014 z listy komitetu SLD Lewica Razem uzyskał reelekcję.
Mieszka w Ozimku.